# Ricardo Alonso
Ricardo Alonso (Tandil, 21 marzo 1957) è un ex calciatore argentino, di ruolo attaccante.

## Carriera
Dopo aver giocato con il Ferrocarril Sud e il Platense passa nel 1978 al Quilmes con cui vince il Metropolitano 1978.
Nel 1979 si trasferisce negli Stati Uniti d'America per giocare nei Minnesota Kicks.
Nella sua prima stagione nordamericana Alonso raggiunge con i Kicks gli ottavi di finale, dopo aver vinto la Central Division. Anche la stagione seguente raggiunse gli ottavi di finale, mentre nella North American Soccer League 1981 raggiunse i quarti di finale della competizione.
La stagione seguente passa ai Jacksonville Tea Men. Con i Tea Men chiude il campionato all'ultimo posto della Southern Division ma ottiene il titolo individuale di capocannoniere del torneo.
Nella stagione 1983 passa ai Chicago Sting, con cui raggiunge i quarti di finali. Nella stagione seguente, l'ultima della North American Soccer League, cambia tre squadre, iniziando con gli Sting, per poi passare ai G.B. Earthquakes ed infine ai Minnesota Strikers.
Nel 1985 passa ai Tulsa Tornados, in cui gioca nella United Soccer League, per poi tornare con gli Sting, militandovi sino al 1987. Giocherà con vari sodalizi nei campionati indoor sino al 1991 ad esclusione del periodo di militanza nei Fort Lauderdale Strikers con cui gioca nella American Soccer League, vincendo il campionato e conquistando titolo di capocannoniere del torneo nel 1989 a pari merito con Mirko Castillo.

## Palmarès

### Calcio

#### Club
- Campionato argentino: 1

Quilmes: Metropolitano 1978
- American Soccer League: 1

Ft. Lauderdale Strikers: 1989

#### Individuale
- Capocannoniere della NASL: 1

1982 (21 gol)
- Capocannoniere della ASL: 1

1989 (10 gol)